# Mort et funérailles de Benoît XVI
La mort de Benoît XVI survient le 31 décembre 2022 au monastère Mater Ecclesiae du Vatican, à l'âge de 95 ans. Il était pape émérite depuis sa démission (renonciation) en tant que pape de l'Église catholique en 2013 en raison de problèmes de santé. Quelques jours plus tôt, le pape François, successeur de Benoît XVI, avait annoncé une détérioration de son état de santé et demandé des prières aux fidèles. La mort du pontife émérite a mis fin à une période de neuf ans au cours de laquelle un pape en fonction et un pape à la retraite vivaient tous deux dans la Cité du Vatican,,.
Le corps de Benoît XVI a été exposé dans la basilique Saint-Pierre du 2 au 4 janvier 2023, au cours duquel près de 200 000 personnes en deuil ont rendu hommage. Ses funérailles, présidées par François, ont eu lieu place Saint-Pierre le 5 janvier et ont réuni environ 50 000 personnes.

## Derniers jours et mort

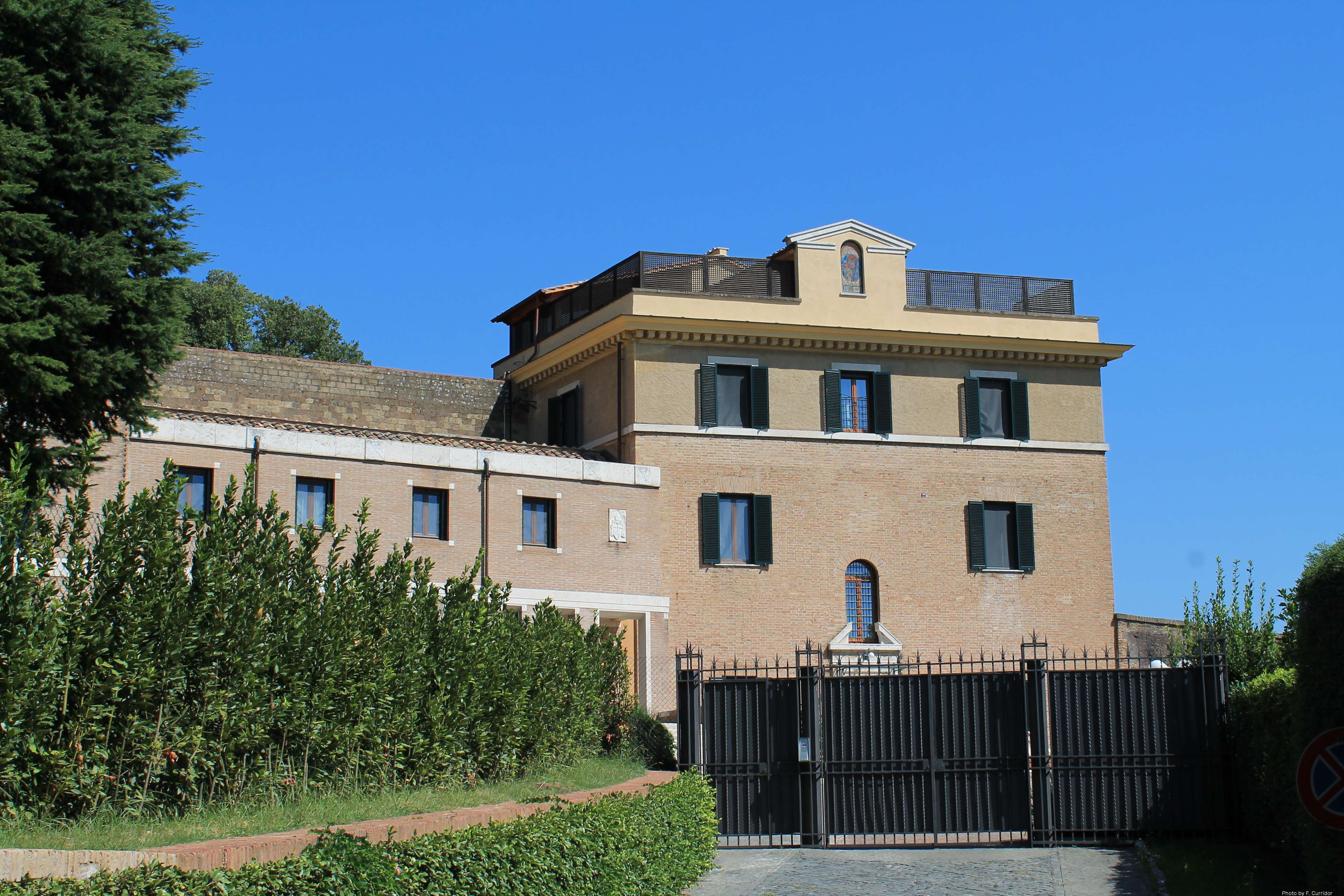
Couvent 'Mater Ecclesiae' - Cité du Vatican.

Au cours de son audience générale hebdomadaire du 28 décembre 2022, le pape François annonce que Benoît XVI est très malade. François n'a pas révélé la nature exacte de sa maladie, mais a appelé à prier pour Benoît XVI. Plus tard dans la journée, Matteo Bruni, directeur du bureau de presse du Saint-Siège, a attribué la maladie de Benoît à l'âge et a déclaré qu'il était sous surveillance médicale au monastère Mater Ecclesiae de la Cité du Vatican, où il vivait depuis sa démission en tant que pape. François a rendu visite à Benoît XVI après l'audience et il a reçu l'onction des malades.
Le 29 décembre, Matteo Bruni déclare que la situation de Benoît XVI reste grave, mais qu'il est « absolument lucide et alerte »,. 
Le lendemain, Benoît XVI participe à la célébration de la messe dans sa chambre ; son état étant stable. Le même jour, une messe spéciale est célébrée pour Benoît XVI à la basilique Saint-Jean-de-Latran de Rome,.
Benoît XVI meurt au monastère de Mater Ecclesiae le 31 décembre 2022 à 9 h 34, à l'âge de 95 ans. L'archevêque Georg Gänswein, secrétaire personnel et confident de Benoît XVI, déclare que ses dernières paroles, entendues par une infirmière, étaient « Signore ti amo » (« Seigneur, je t'aime »). Le même jour, le Saint-Siège publie son testament spirituel, daté du 29 août 2006.

## Galerie d'images

Images des funérailles du pape émérite Benoit XVI
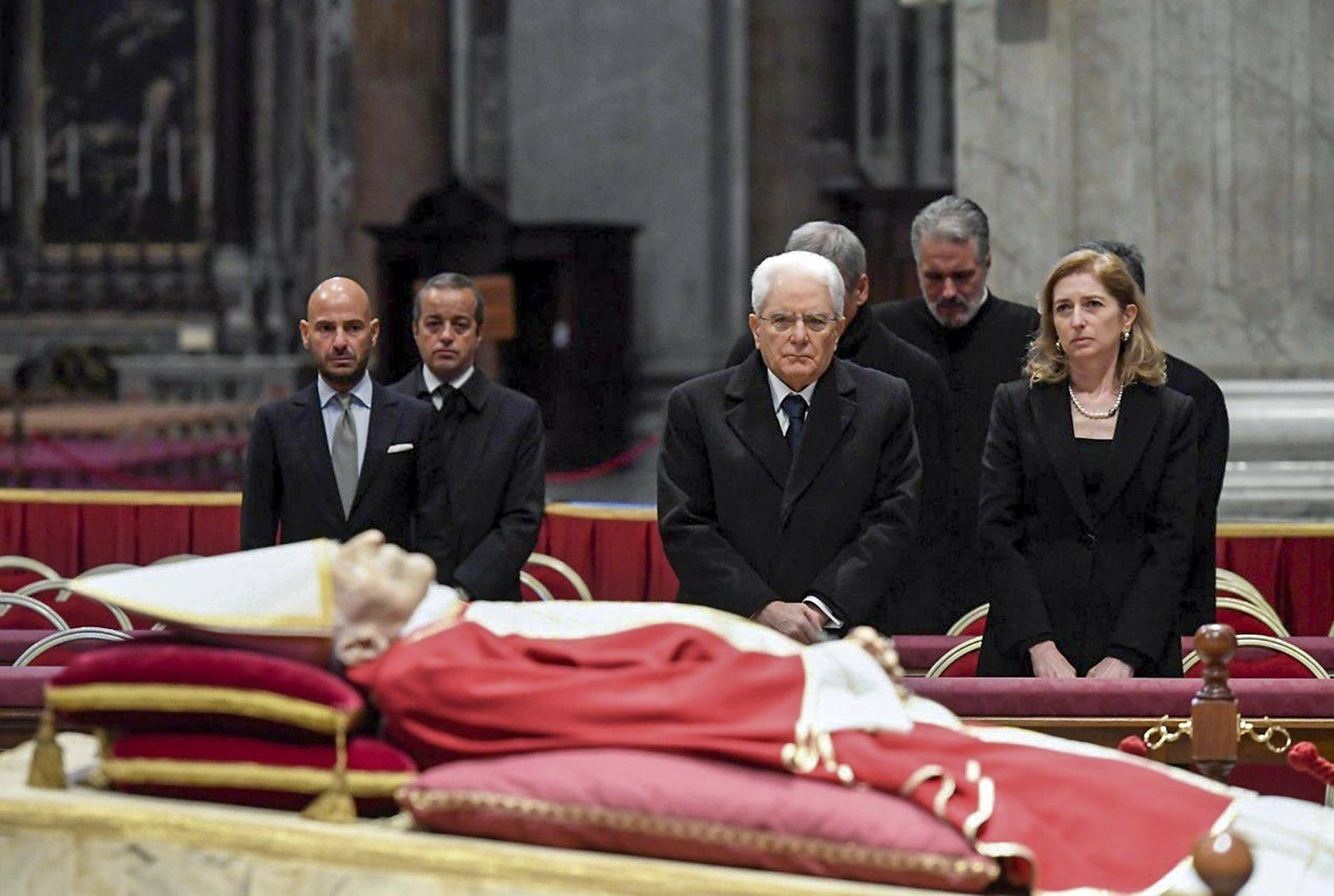
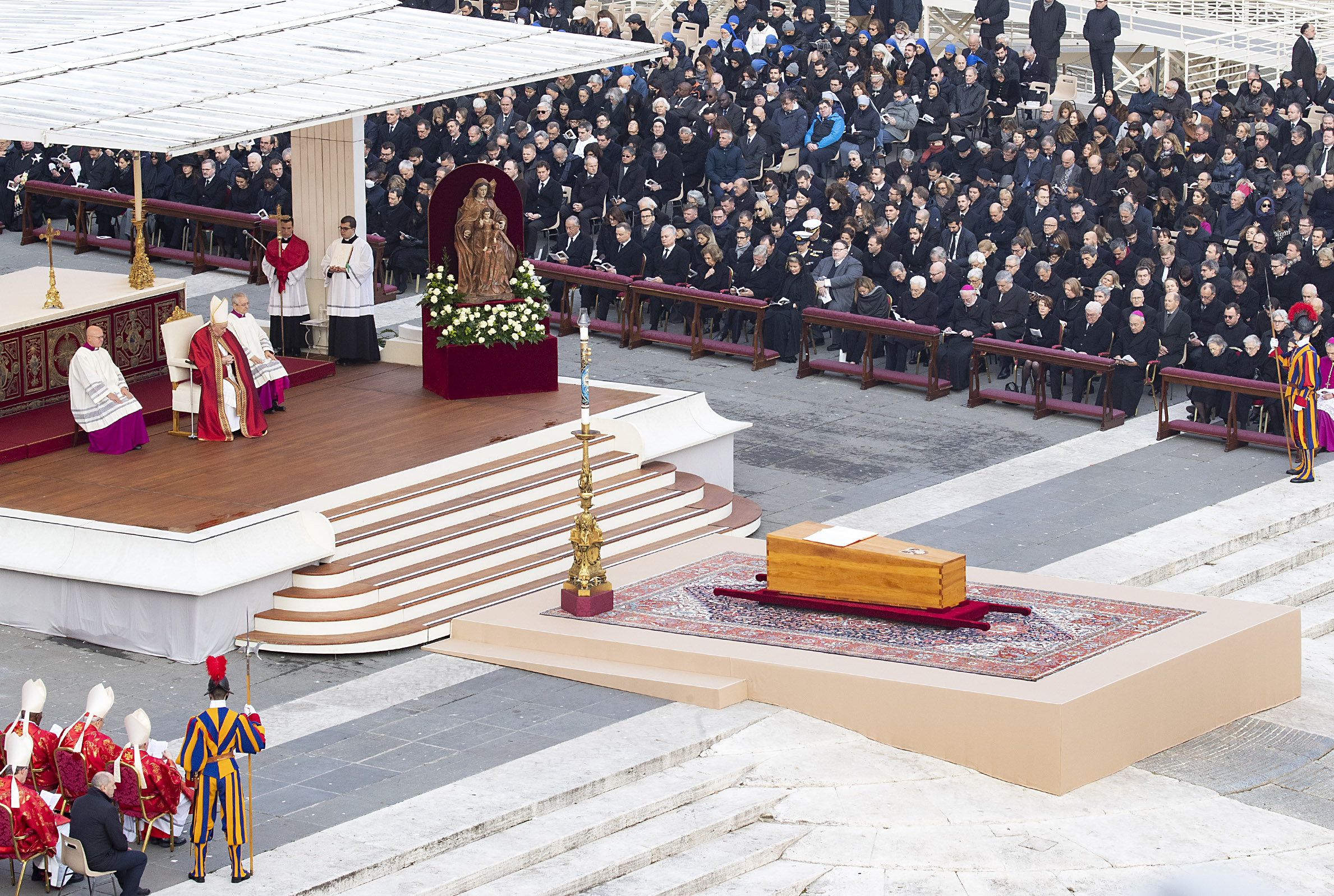
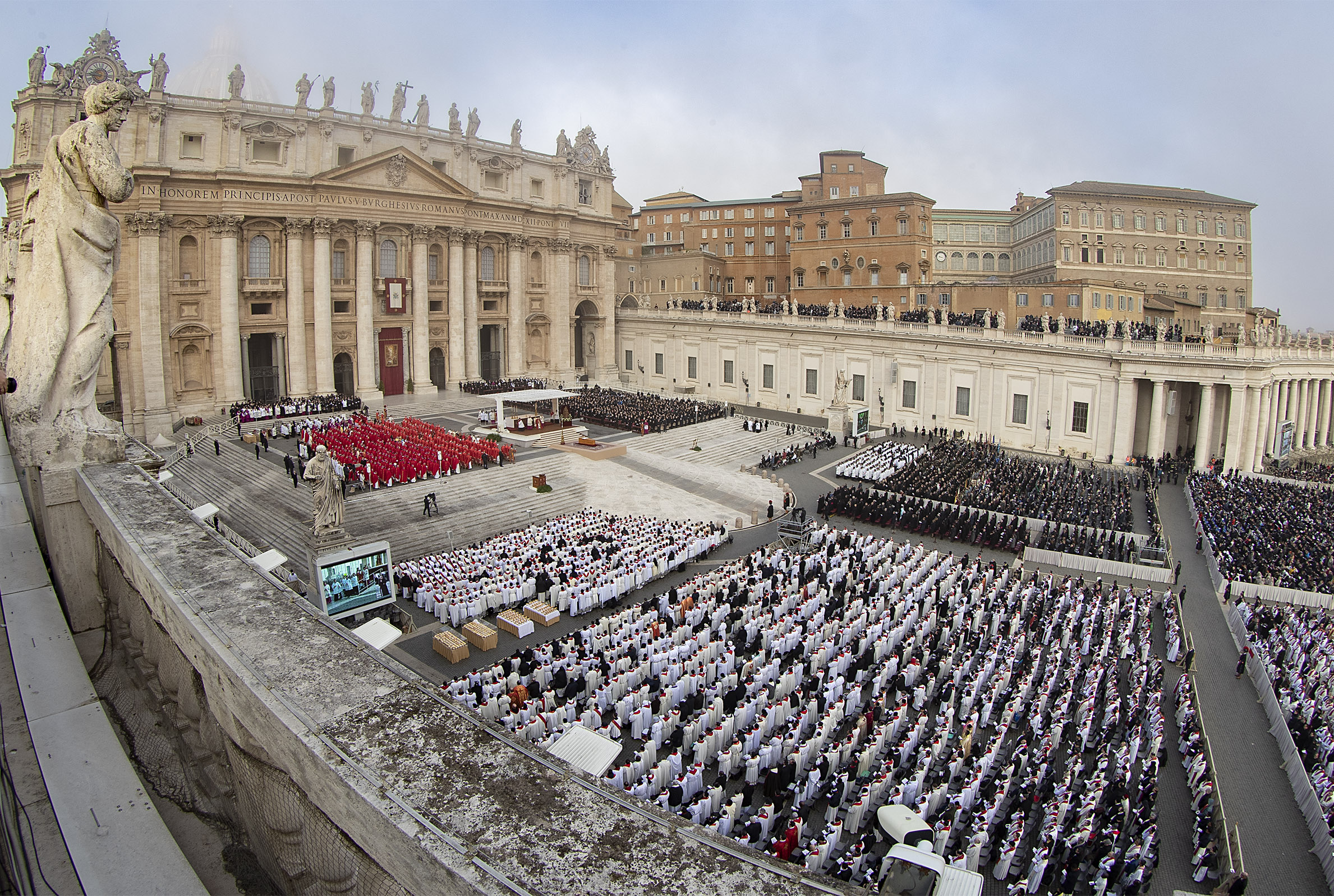
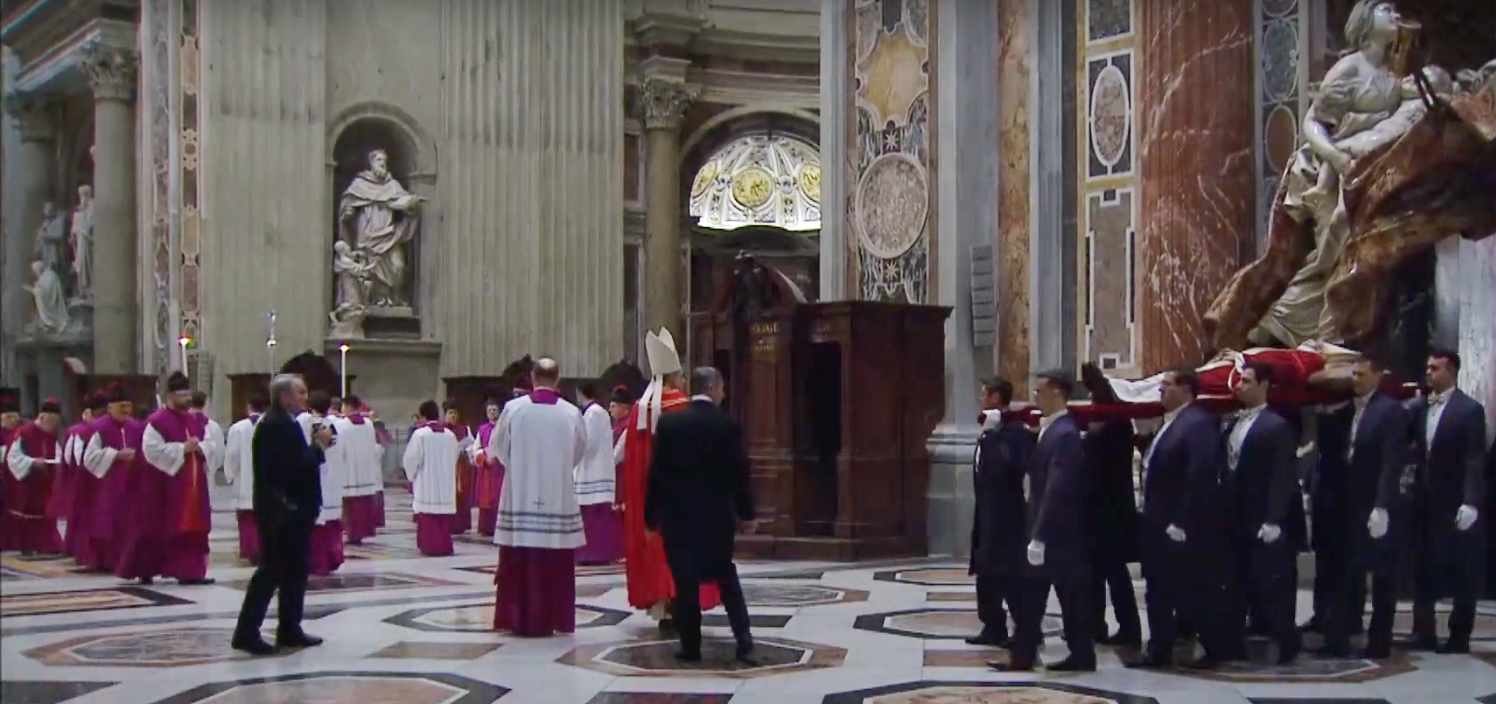
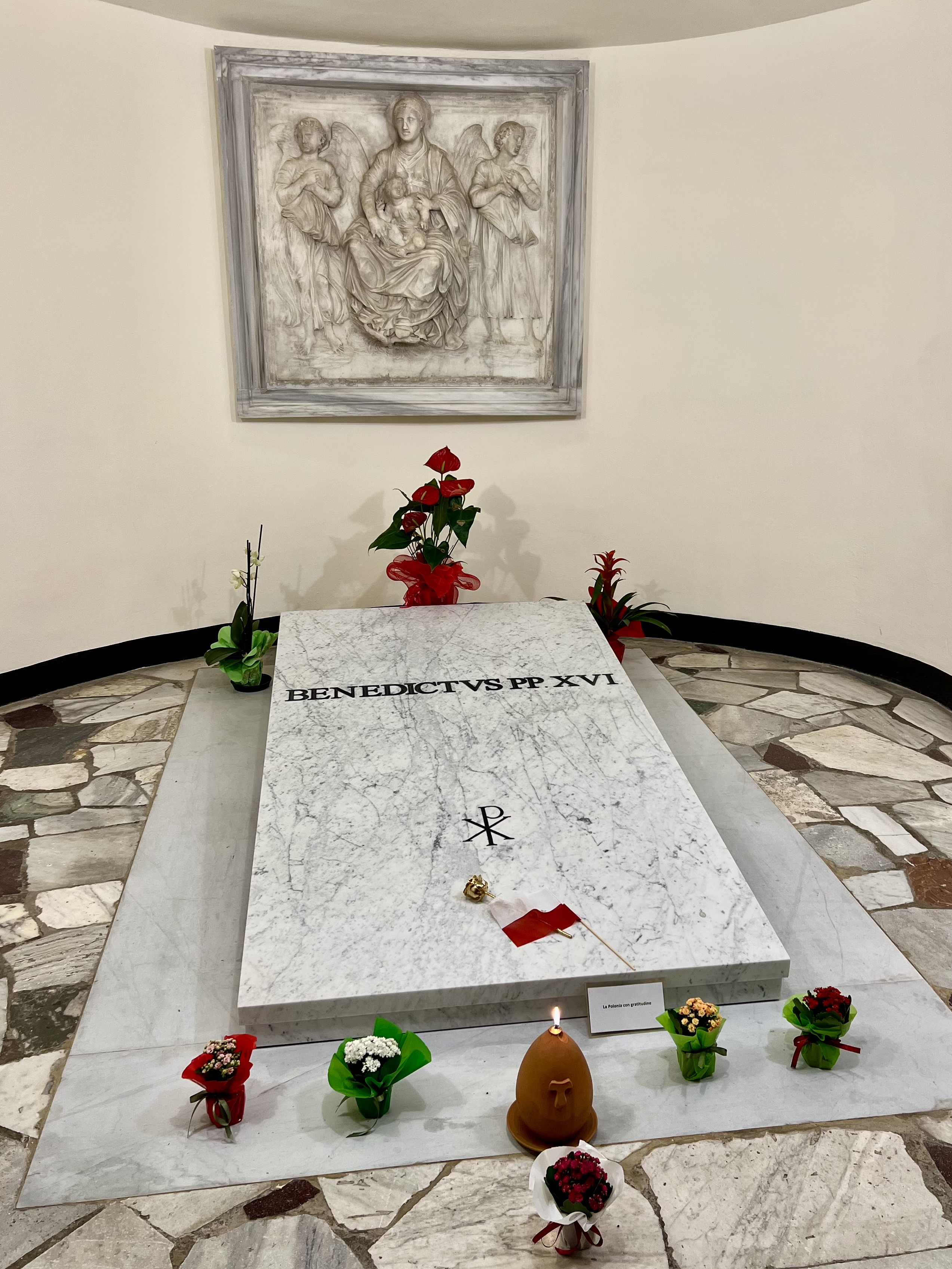